# لاور (مقاطعة تشرام)
لاور (بالفارسية: لاور) هي قرية تقع في قسم تشرام الريفي (مقاطعة تشرام) في إيران. يقدر عدد سكانها بـ 42 نسمة بحسب إحصاء 2016.